# 和歌山バス那賀
和歌山バス那賀株式会社（わかやまバスなが）は和歌山県紀の川市藤崎271に本社がある和歌山県北西部のバス会社。和歌山バスの子会社であり、南海電気鉄道グループ。スルッとKANSAI協議会に加盟している。

## 輸送概況
紀の川市・岩出市を中心に、JR和歌山線西部エリア沿線や和歌山市・大阪府泉南市・泉佐野市・泉南郡熊取町の一部を事業エリアとしている。旧和歌山バス時代の基幹路線であった南海和歌山市駅発着の橋本線からは撤退した一方、岩出市各地と紀伊駅を結ぶ路線は、富裕層の邸宅が建ち並ぶ和歌山県北部随一の高級住宅街として知られる「紀泉台」をはじめとする宅地開発による急激な人口増加と1993年（平成5年）に開設された近畿大学生物理工学部などへの通勤・通学輸送を担うことから運転本数が年々増加してはいたが、2020年現在では供給過剰も相まって減少傾向にある。
その他、和歌山市内を経由せず大阪府内とを結ぶ路線としては、岩出駅から砂川駅前を経由し大阪府泉南市の南海樽井駅・泉佐野市のりんくうタウン駅、粉河駅から犬鳴山を経て大阪府泉南郡熊取町の熊取駅へ向かうものもある。また、これら路線バスでは補完できないエリアについては、地方自治体より委託されたコミュニティバスを運行している。

## 沿革
- 1971年（昭和46年）12月： 南海電鉄バス那賀営業所として発足。
- 1975年（昭和50年）12月15日： 南海電鉄バスから分離独立し、社名を和歌山バスに変更。
- 1990年（平成2年）8月：粉河熊取線を運行開始。
- 1991年（平成3年）3月： 和歌山バスの地域分割子会社として那賀営業所および管轄路線を分割化して発足。
- 1993年（平成5年）： 近畿大学生物理工学部キャンパス開設に伴い、同キャンパスを経由する便を運行開始。
- 1995年（平成6年）12月15日： 関西国際空港開港に伴い、空港リムジンバスを運行開始（1999年9月1日休止）[2]
- 2000年（平成12年）
  - 5月1日：岩出樽井線を運行開始。
  - 8月：紀の川コミュニティバス試験運行を開始。
- 2002年（平成14年）
  - 4月：紀の川コミュニティバス本格的に運行開始。
  - 4月：かつらぎ町コミュニティバス運行開始。
- 2006年（平成18年）1月1日
  - 従来の行先番号を取りやめて、現在の系統番号に変更する。
  - 粉河熊取線が和歌山バス那賀の単独運行となる。
- 2010年（平成22年）3月13日： ダイヤ改正を実施。土曜ダイヤと休日ダイヤを統合し土休日ダイヤを新設。
- 2012年（平成24年）10月1日： 岩出樽井線ダイヤ改正を実施。和歌山バス那賀の単独運行となる。
- 2013年（平成25年）
  - 1月4日： 府中操車場開業と紀伊駅での車両入換業務廃止に伴い紀伊線ダイヤ修正を実施。紀伊駅前定期券うりばをサザンエアポート交通株式会社[注 1]へ業務委託化。
  - 3月16日： ダイヤ改正を実施。府中操車場を停車場に格上げ（行先表示はF.B.T）。また岩出樽井線の土休日の一部の便をりんくうタウン駅まで延伸し、岩出りんくう線とする。
  - 8月1日：紀伊打田線開業に伴いダイヤ改正を実施。
- 2014年（平成26年）
  - 6月1日：ダイヤ改正を実施。紀伊打田線で減便を実施。
  - 10月1日：ダイヤ改正を実施。平日の岩出りんくう線の運行を開始。
- 2015年（平成27年）
  - 2月1日：紀の川市地域巡回バス全車両に安全管理と防犯目的の一環で、画像・音声等運行状況記録装置（ドライブレコーダー）導入開始。購入・設置費用は、紀の川市が全額負担。
  - 3月1日：安全管理と防犯目的の一環で、大阪府内へ乗入れ路線車両を対象に、画像・音声等運行状況記録装置（ドライブレコーダー）先行導入開始。今後は、業務用自動車を除きすべての車両に搭載予定。
  - 4月1日：紀伊粉河線に急38系統を新設。
  - 8月15日：紀伊打田線、一部の区間廃止と運行系統の統廃合実施。和歌山バス株式会社海南運輸所直営化に伴い、業務委託解消。
- 2017年（平成29年）4月1日：橋本線の那賀営業所前 - 橋本駅前を廃止し、那賀線とする。
- 2019年（平成31年）4月1日：紀伊打田線を廃止。
- 2020年（令和2年）4月1日
  - 那賀線を廃止。
  - 和歌山バスとともにICカード「kinoca」を導入[3]。「ICOCA」などの全国相互利用サービスに対応した交通系ICカードが利用可能となる[4]。これに伴いバスカードの販売を終了（同年10月1日に利用を停止）。
- 2021年（令和3年）4月1日：紀伊粉河線の紀伊駅前 - イズミヤスーパーセンターを廃止[5]。
- 2022年（令和4年）8月26日：紀伊粉河線の一部便をF.B.Tから開智中学校・高等学校前まで延伸。

## 運行ダイヤ
運行ダイヤは、「平日」と「土休日」の2パターンある。ただし紀伊粉河線のみ「土曜日」と「日曜・祝日」が別ダイヤとなっている。また、直行系統は近畿大学（生物理工学部キャンパス）の登校日のみ運行される。
終始、一貫して通勤・通学だけに特化した運行形態のため、お盆期間中の8月13日〜15日は土休日ダイヤ。年末・年始（12月29日〜翌年1月3日）は粉河熊取線・岩出樽井線は土休日ダイヤ、紀伊粉河線は特別臨時ダイヤで運行される。

## 乗車と降車・運賃支払い方法

### 一般路線
乗車の際は、「入口」（一部の車両には「出入口・降車優先」と表示された車両もある）と表示された箇所から乗車し、交通系ICカードもしくは和歌山バス・和歌山バス那賀専用ICカード「kinoca」をカードリーダーにタッチし乗車する。また、対応するICカードを持っていないなど、現金で運賃を支払う場合、整理券発行中は必ず取ってから乗車する必要がある。停留所が近づくとバス車内に設置されている降車ボタンスイッチを押してバスが完全に停止し、ドアが開いてから席を立ち、降車口に設置されているカードリーダーにICカードをタッチ、もしくは、運賃箱に整理券と運賃・回数券を入れて降車する。尚、一般路線はフリー乗降制度では無いため、保守作業や交通規制などの例外を除き停留所以外の箇所で乗降は一切行わない。運賃支払いにはICカード・現金の他、和歌山バス・和歌山バス那賀共通カード（2020年9月30日まで）、スルッとKANSAI3dayチケットが利用できるが、降車時に運転士にわかりやすく提示する必要がある。運賃箱に設置されている両替機は1,000円紙幣しか対応しておらず、前もって小銭を用意しておかなければならない。また、運賃箱はつり銭が出ないため、誤った金額の運賃を投入した場合は概算収受精算券が発行され、当日から起算して一箇年以内なら定期券うりばや和歌山バス那賀本社で差額分を無手数料で払い戻しできる。

### コミュニティバス
乗車の際は、「入口」（一部の車両には「出入口・降車優先」と表示された車両もある）と表示された箇所から乗車し、停留所が近づくとバス車内に設置されている降車ボタンを押してバスが完全に停止し、ドアが開いてから席を立ち、降車口に設置されている運賃箱に運賃・回数券を入れて降車する。また、フリー乗降区間では交差点内や急カーブ区間など見通しの悪い箇所を除き停留所以外で乗降ができる。運賃支払いには現金の他、コミュニティバス回数券が使用できるが、交通系ICカード、スルッとKANSAI3dayチケットは利用できない。一般路線同様に運賃箱に設置されている両替機は1,000円紙幣しか対応しておらず前もって小銭を用意しておかなければならない。

## 路線
下記の路線一覧は、2022年8月26日改正時点のものである。

### 紀伊粉河線
JR阪和線の紀伊駅から東へ和歌山県道7号線沿いに延びる路線。ただし急38・急39系統は紀伊駅以東と、紀伊駅の西にある「近畿大学附属和歌山校前」を結んでいる。また折り返しの都合上、ほとんどの便が紀伊駅の近辺にある「F.B.T」（「府中バスターミナル」の略称）、残りの便の一部が「県立盲学校前」を起終点としている。
沿線の宅地開発による急激な人口増加と近畿大学和歌山キャンパス（生物理工学部）への通学輸送を担うことから、紀伊駅前 - 紀泉台 - 根来 - 近畿大学間は、平日の日中は概ね1時間に2 - 3本運行しており、朝夕の通勤時間帯や近畿大学の登下校時間帯には続行便が運行する。近畿大学 - 四日市 - 粉河駅前は利用者が少ないため、運転区への入出区と近畿大学輸送を考慮し、平日の日中は2時間に1本程度運行されている。
大学入試センター試験当日は、近畿大学和歌山キャンパスが試験会場となり入構規制が敷かれるため、近畿大学止まり又は近畿大学を経由するバスでは、大学の1つ手前の停留所で一般の乗客や在学生を下車させる。
F.B.Tより西を運行する系統は和歌山バス六十谷線と殆ど同じ道を経由するが、起終点である停留所および六十谷停留所以外は全て通過する。
紀伊駅付近での折り返し場所、紀泉台を経由するか否か、近畿大学を経由するか否かにより系統が異なる。
- 23系統：F.B.T - 紀伊駅前 - 根来 - 近畿大学 - 四日市 - 粉河駅前
- 24系統：F.B.T - 紀伊駅前 - 紀泉台 - 根来 - 四日市 - 粉河駅前
- 25系統：F.B.T - 紀伊駅前 - 根来 - 近畿大学
- 26系統：F.B.T - 紀伊駅前 - 紀泉台 - 根来 - 近畿大学
- 127系統：F.B.T → 紀伊駅前 → （池の川・山村西を経由しない） → ＜循環：紀泉台（左回り）＞ → 紀伊駅前 → F.B.T
  - 平日朝のみ運行。
- 28系統：県立盲学校前 - 紀伊駅前 - 根来 - 桜台わんぱく広場
- 29系統：県立盲学校前 - 紀伊駅前 - 根来 - 近畿大学
- 31系統：県立盲学校前 - 紀伊駅前 - 根来 - 近畿大学 - 四日市 - 粉河駅前
- 直行：紀伊駅前 - （通過） - 近畿大学
  - 近畿大学登校日の通学・下校時間帯のみ運行。
- 急38系統：近畿大学附属和歌山校前 - （通過）- 六十谷 - （通過） - 紀伊駅前 - 紀泉台 - 根来 - 近畿大学
  - 平日・土曜日の通学時間帯に運行。
  - 近畿大学附属和歌山校前 - 紀伊駅前以東間の定期券所有者は、近畿大学附属和歌山校前・鳴滝団地 - 紀伊駅前間で和歌山バスの路線バスも利用できる。
  - 近畿大学附属和歌山校前ゆきは紀伊駅前での乗車はできなかったが、2024年3月16日より利用が可能となった[7][8]。
  - 2015年4月1日より近畿大学の補助を受けて開設された。2025年4月1日改正で、六十谷停留所への停車を開始し、126系統（開智中学校・高等学校前発着）を統合した[9]。
- 急39系統：近畿大学附属和歌山校前 ← （通過）← 六十谷 ← （通過） ← 紀伊駅前 ← 紀泉台 ← 根来 ← 西三谷
  - 急38系統の区間便。平日・土曜日の朝に運行。2025年4月1日新設[9]。

### 粉河熊取線
大阪府南部地区および紀の川市相互間の通勤・通学路線として開設された。地域間幹線系統として、国・和歌山県の補助を受ける。
毎時1本（昼間の一部時間帯は2時間に1本）運行している。粉河駅 - 熊取駅の間は、阪和線和歌山駅経由で大阪方面へ鉄道を利用するよりも、本路線を利用する方が速くて安い（2021年8月1日現在のバス運賃は650円、所要時間約45分。JR運賃は990円、所要時間1時間15分から1時間30分）。停車停留所が少ないことから特急バスと称しているが運賃以外の特別料金は発生しない。
- （特急）：粉河駅前 - 長田観音前 - 打田国道口 - 勢田西 - 重行 - 神通 - 犬鳴山 - 中大木 - 大阪体育大学口 - 青年会場前 - 熊取駅前

#### 経緯
- 1990年（平成2年）8月、和歌山バス（当時）、南海電鉄バス（当時）、水間鉄道バスの3社共同運行路線として営業開始。
- 2006年（平成18年）1月1日、南海ウイングバス・水間鉄道バスが撤退し、旧粉河町と旧那賀町（現・紀の川市）の補助を受けて和歌山バス那賀の単独運行となる。これに伴い、スルッとKANSAIカード・バスカードの利用が可能となった。ただし犬鳴山－中大木間、大阪体育大学口 - 青年会場前 - 熊取駅前間は、南海ウイングバスが他系統の運行を行っているがその区間の定期券及び、全区間において南海バス、南海ウイングバス発行のカードでは乗車不可である。

### 岩出樽井線・岩出りんくう線
岩出市より年間約2,000万円程度の公的補助を受けて開設された路線であり、うち岩出樽井線は地域間幹線系統として、国・和歌山県の補助を受ける。
概ね1時間に1本（ラッシュ時はより頻発、休日は2時間近く空く時間帯あり）運行している。前述の粉河熊取線と同じく停車停留所が少ないことから特急バスと称しているが運賃以外の特別料金は発生しない。
岩出りんくう線については、岩出樽井線からの延伸区間（りんくうタウン駅前・りんくう往来南3番・イオンモールりんくう泉南）で乗車した場合、砂川駅前までの停留所では降車できず、和歌山県内での降車となる。同様に大阪府内（砂川駅前以降）で乗車した場合、延伸区間での降車はできない。
開設当初は中型車での運転であったが、和泉砂川駅に乗り入れ開始後は同駅付近に道幅が非常に狭い区間が存在するために小型車での運転となっている。また、根来・岩出図書館いずれかの停留所利用に限り隣接する駐車場が無料で利用できるパークアンドライドを実施している。
- （特急）：岩出駅前 - 根来 - 岩出図書館 - 根来さくらの里 - 和泉砂川駅前 - 樽井駅前
- （特急）：岩出駅前 - 根来 - 近畿大学- 根来寺 - 根来さくらの里 - 和泉砂川駅前 - 樽井駅前
- （特急）：岩出駅前 - 根来 - 岩出図書館 - 根来さくらの里 - 和泉砂川駅前 - 樽井駅前 - イオンモールりんくう泉南 - りんくう往来南三番 - りんくうタウン駅前

#### 経緯
- 本路線開設前：南海電鉄バス（当時）の自己資金と経営判断により樽井駅前 - 近畿大学間の路線が運行されていた。
- 2000年5月1日：南海ウイングバス南部と共同で運行を開始。
- 2001年：砂川駅前への乗り入れを開始。
- 2002年：近畿大学へ乗り入れる系統を新設。
- 2007年6月：平日の通勤・通学時間帯に限りほぼ30分間隔で増発。
- 2012年10月：南海ウイングバス南部が撤退し、和歌山バス那賀の単独運行となった。これに伴い、それまで使用不可であったスルッとKANSAIカード・バスカード・スルッとKANSAI3dayチケットが使用可能となった。
- 2013年3月16日：土休日の一部の便をりんくうタウン駅前まで延伸し、岩出りんくう線とする。
- 2014年12月15日：平日の一部の便をりんくうタウン駅前まで延伸。

### 臨時路線

#### 季節運行便
- 大学入学共通テスト特別臨時便：粉河駅前 - 近畿大学
  - 直通便のため、途中の停車場はすべて通過する。また、試験当日、試験会場となる近畿大学和歌山キャンパス内は在校生であっても入場できず、受験生と引率の保護者、大学の教職員及び案内業務と運行に当たる和歌山バス那賀社員以外は立入禁止となるので、関係者以外は乗車できない。

## 廃止路線・系統

### 地域分割子会社化以降

#### リムジンバス
- 那賀営業所 - 岩出 - 関西空港

#### 橋本線・那賀線
橋本線は南海和歌山市駅と橋本駅を結んでいた路線、那賀線はそのうち那賀営業所前 - 橋本駅前が廃止された後の路線。橋本線時代の全線通し運行距離は約49km、所要時間1時間50分（上りのみ1時間55分）と和歌山県北部エリアの路線バスでは長く、かつては那賀営業所前で運転士が引継交代をしていた。また、当線区は国土交通省・和歌山県から補助金を受けていた。
和歌山バス時代は、当営業所のメイン路線で1時間当たり各駅停車と急行バスを合わせ3本も運行していた。交通混雑や和歌山線電化、自治体の国鉄利用への誘導により、1986年2月1日に30分間隔に減便。90年代に入り、当社への移管後は和歌山線の増発や沿線地域の少子高齢化、自家用車への転移から年々利用者が減少し、減便と更なる利用者減少が繰り返された。それでも2010年代に入るまでは1時間に1本程度の運行本数が維持されていたものの、さらなる減便により、2017年3月31日の運行を最後に那賀営業所前 - 橋本駅前間が廃止された。翌4月1日より、路線名を「橋本線」から「那賀線」と改称。その後、2019年3月31日をもって211系統が廃止され、残った213系統と15系統も2020年3月末をもって廃止となった。廃止時のダイヤは213系統が土曜のみ5往復（最終運行日は2020年3月28日）、15系統は平日のみ1.5往復（最終運行日は2020年3月27日）。
- 廃止日不明
  - 往路73番/復路84番：高野口 - 橋本駅前
    - 1997年7月時点で運行されていた[13]。
- 2005年 - 2006年廃止[14]
  - 往路73番/復路920番：粉河駅前 - 那賀営業所前 - 名手 - 笠田駅筋 - 妙寺 - 紀北病院前 - 橋本駅前
  - 往路73番/復路89番：妙寺 - 紀北病院前 - 橋本駅前
- 2008年3月15日ダイヤ改正により廃止
  - 214系統：南海和歌山市駅 - 市役所前 - 本町二丁目 - 阪和駅前 - 八軒家 - 岩出駅前
- 2017年4月1日ダイヤ改正により廃止
  - 210系統：南海和歌山市駅 - 市役所前 - 本町二丁目 - 阪和駅前 - 八軒家 - 岩出 - 粉河駅前 - 那賀営業所前 - 名手 - 笠田駅筋 - 妙寺 - 紀北病院前 - 橋本駅前
  - 12系統：那賀営業所前 - 名手 - 笠田駅筋 - 妙寺 - 紀北病院前 - 橋本駅前
- 2019年4月1日ダイヤ改正により廃止
  - 211系統：南海和歌山市駅 - 市役所前 - 本町二丁目 - 阪和駅前 - 八軒家 - 岩出 - 粉河駅前 - 那賀営業所

- 2020年4月1日ダイヤ改正により廃止
  - 213系統：南海和歌山市駅 - 市役所前 - 本町二丁目 - 阪和駅前 - 八軒家
  - 15系統：岩出 - 粉河駅前 - 那賀営業所前
    - 紀の川市立田中小学校の児童通学のスクールバスも兼ねていた。

#### 紀伊打田線
2013年8月1日ダイヤ改正で開設された路線。県道粉河加太線と国道24号の中間にある農免道路を経由していた。2015年10月15日ダイヤ改正でさんさんセンター紀の川 - F.B.T間を廃止し43系統を新設。2019年4月1日ダイヤ改正で全線廃止された。
- 2015年10月15日ダイヤ改正により廃止
  - 40系統：さんさんセンター紀の川 - F.B.T - 紀伊駅前 - 金池 - 水栖西 - 西国分 - 紀の川市役所 - 打田駅西 - 公立那賀病院
  - 41系統：F.B.T - 紀伊駅前 - 金池 - 水栖西 - 西国分 - 紀の川市役所
- 2019年4月1日ダイヤ改正により廃止
  - 43系統：F.B.T - 紀伊駅前 - 金池 - 水栖西 - 西国分 - 紀の川市役所 - 打田駅西 - 公立那賀病院

#### 紀伊粉河線
- 2008年3月15日ダイヤ改正により廃止
  - 220系統：南海和歌山市駅 - 市役所前 - 本町二丁目 - （六十谷橋） - 六十谷 - 紀伊駅前 - 根来 - 四日市 - 粉河駅前
- 2010年3月13日ダイヤ改正により廃止
  - 221系統：南海和歌山市駅 - 市役所前 - 本町二丁目 - （六十谷橋）- 六十谷  - 紀伊駅前 - 根来 - 近畿大学 - 四日市 - 粉河駅前
    - 末期は平日1往復のみの運行であった。なお南海和歌山市駅 - 紀伊駅前は経由地は異なるものの和歌山バスの83系統・84系統（こちらは北島橋経由）が代替している。

- 2013年1月4日ダイヤ改正により廃止
  - 32系統：紀伊駅前 - 根来 - 桜台わんぱく広場
  - 34系統：紀伊駅前 - 川永団地 - イズミヤスーパーセンター - 紀泉台 - 根来 - 桜台わんぱく広場
  - 36系統：紀伊駅前 - 川永団地 - イズミヤスーパーセンター

- 2013年8月1日ダイヤ改正により廃止
  - 35系統：県立盲学校前 - 紀伊駅前 - 川永団地 - イズミヤスーパーセンター - 紀泉台 - 根来 - 桜台わんぱく広場
- 2018年10月29日ダイヤ改正により廃止[16]
  - 22系統：F.B.T - 紀伊駅前 - 根来 - 四日市 - 粉河駅前
- 2021年4月1日ダイヤ改正により廃止
  - 33系統：県立盲学校前 - 紀伊駅前 - 川永団地 - イズミヤスーパーセンター
- 2025年4月1日ダイヤ改正により廃止[9]
  - 126系統：開智中学校・高等学校前 - （通過） - F.B.T - 紀伊駅前 - 紀泉台 - 根来 - 近畿大学
    - 2022年8月26日開設[17]。平日・土曜日の通学・下校時間帯のみ運行していた。急38・急39系統への統合により廃止された。

  - 27系統：F.B.T → 紀伊駅前 → ＜循環：紀泉台（右回り）＞ → 紀伊駅前 → F.B.T
    - 平日朝の通勤・通学時間帯のみ運行していた。紀泉台を左回りで循環し、往路で池の川・山村西停留所を経由しない127系統の新設に伴い廃止された。

#### 和泉かつらぎ観光路線バス
国道480号鍋谷峠道路・父鬼バイパスの開通に伴い、2017年4月29日から試験的に開設された路線。当初は1年間の予定で、その後2018年度も引き続き運行されたが、利用者が少なかったため2019年3月31日をもって運行を終了した。
南海バス（光明池営業所）と共同で、日曜日と祝日のみ（12月30日 - 1月3日は運休）6往復運行していた。運賃は和泉中央駅 - 笠田駅前で1000円だが、同額で1日乗車券が販売されており、実質片道500円で利用できた。車両は南海バスがめぐ〜る用のもの、和歌山バス那賀は自前の小型バスを用いていた。
- 和泉中央駅 - 美術館前 - ららぽーと和泉前 - 道の駅いずみ山愛の里 - 神社前 - 父鬼[注 3] - 道の駅くしがきの里 - 宝来山神社 - 笠田小学校前 - 笠田駅前
- 急行：和泉中央駅 - 美術館前 - ららぽーと和泉前 - 道の駅いずみ山愛の里 - （通過） - 道の駅くしがきの里 - 宝来山神社 - 笠田小学校前 - 笠田駅前
  - 2018年度新設。従来の便のうち3往復を置き換えた。

#### 山口線
- 240系統：南海和歌山市駅 - 市役所前 - 本町二丁目 - 阪和駅前 - 八軒家 - 小豆島 - 山口 - 岩出駅前
  - 2008年3月15日ダイヤ改正により廃止

#### 紀伊岩出線
- 30系統：紀伊駅前 -（紀泉台経由）- 岩出駅前
  - 2008年3月15日ダイヤ改正により廃止

#### 笠田線
- 85番：笠田駅前 - 東谷
  - 2002年4月、かつらぎ町コミュニティバスに移管。

#### 志賀線
- 86番：笠田駅前 - 上志賀
  - 2002年4月、かつらぎ町コミュニティバスに移管。

#### 川原線
- 粉河駅前 - 川原
  - 1994年廃止[注 4][注 5]。

### 地域分割子会社化以前
- 橋本線：急行　南海和歌山市駅 - 市役所前 - 公園前- 本町二丁目 - 阪和駅前 - 有本 - 八軒家 - 岩出 - 粉河駅前 - 那賀営業所前 - 笠田駅筋 - 妙寺 - 紀北病院前 - 橋本駅前
  - 1975年3月ダイヤ改正により廃止
- 岩出団地御膳松線：（系統番号不明）岩出団地 - 岩出 - 船戸 - 嘉家作 - ブラクリ丁 - 小人町 - 御膳松
- 川永線：岩出駅前 - 山口 - 川永南 - 紀伊駅前
  - 1980年代後半に廃止。

## 営業所

### 那賀営業所
和歌山県紀の川市藤崎271。本庁舎内2階。
- 所属車両
  - 路線車23両（内訳：大型車4両内低床車1両・中型車12両内低床車11両内ノンステップ車8両・小型車5両内ノンステップ車5両）
  - 団体専用車3両
  - 紀の川コミュニティバス専用車2両（所有者：紀の川市・岩出市 管理者：和歌山バス那賀）
  - 紀の川市地域巡回バス専用車4両（ワゴン車2両含む）（所有者：紀の川市 管理者：和歌山バス那賀　寄贈日本宝くじ協会（宝くじ号）・JA紀の里）
  - 岩出市巡回バス専用車4両（マイクロバス1両含む）（所有者：岩出市 管理者：和歌山バス那賀　寄贈日本宝くじ協会（宝くじ号）
  - かつらぎ町コミュニティバス専用車4両（ワゴン車2両含む）（所有者：かつらぎ町 管理者：和歌山バス那賀　寄贈日本宝くじ協会（宝くじ号）
  - コミュニティバス共通予備車1両（ワゴン）
  - スクールバス4両（マイクロバス1両含む）（所有者：紀の川市 管理者：和歌山バス那賀）
  - 業務用自動車（公用車）3両

## かつて存在した営業所
- 和歌山バス那賀営業所岩出派出所
  - 和歌山バス那賀会社分社化と路線縮小に伴い廃止された。

## かつて行っていた業務委託車両管理区所（和歌山バス受託）
- 和歌山バス株式会社：海南運輸所
  - 海南運輸所所轄内の車両の運行及び検査・修繕等の管理
  - 平成27年8月15日を以て、業務委託を解消。現在は、和歌山バス株式会社直営の車両管理区所となった。

## コミュニティバス（地方自治体受託）
- 紀の川コミュニティバス（紀の川市・岩出市）
- 紀の川市地域巡回バス（紀の川市）
- 岩出市巡回バス（岩出市）
- かつらぎ町コミュニティバス（かつらぎ町）

## スクールバス
- 紀の川教育委員会から小学校・保育園の児童・園児の送迎と車両の運行管理と交番検査を受託されている。
（当社所属の車両で運行を行わず紀の川市所有のマイクロバス・ワゴン車にて送迎で運転士のみ配置）

## 車両・その他

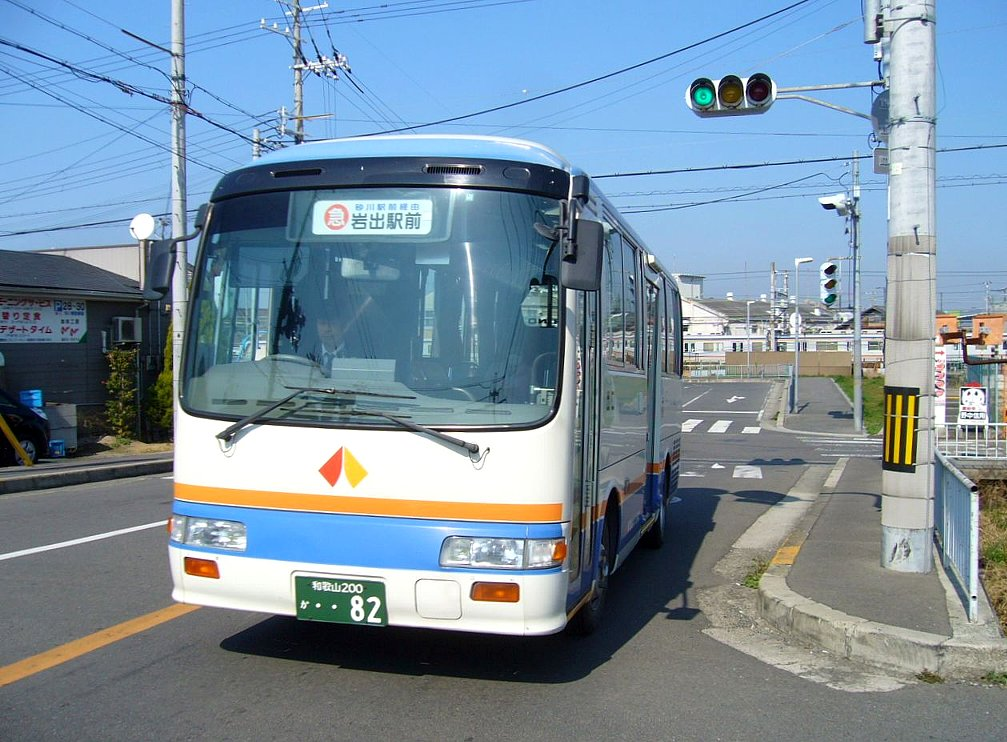
岩出樽井線及び閑散路線のバス（日野・リエッセ）
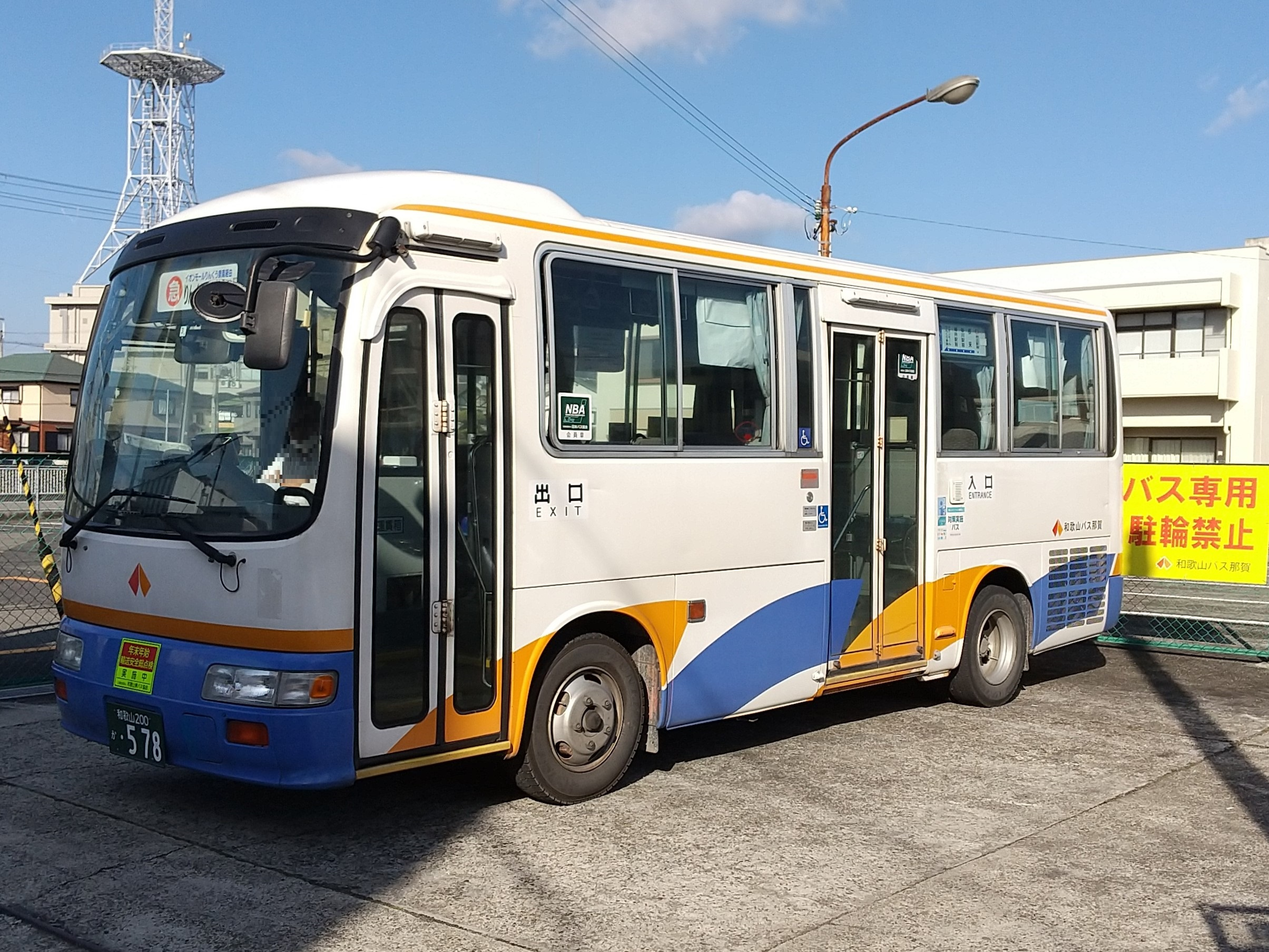
岩出りんくう線（2022年12月）
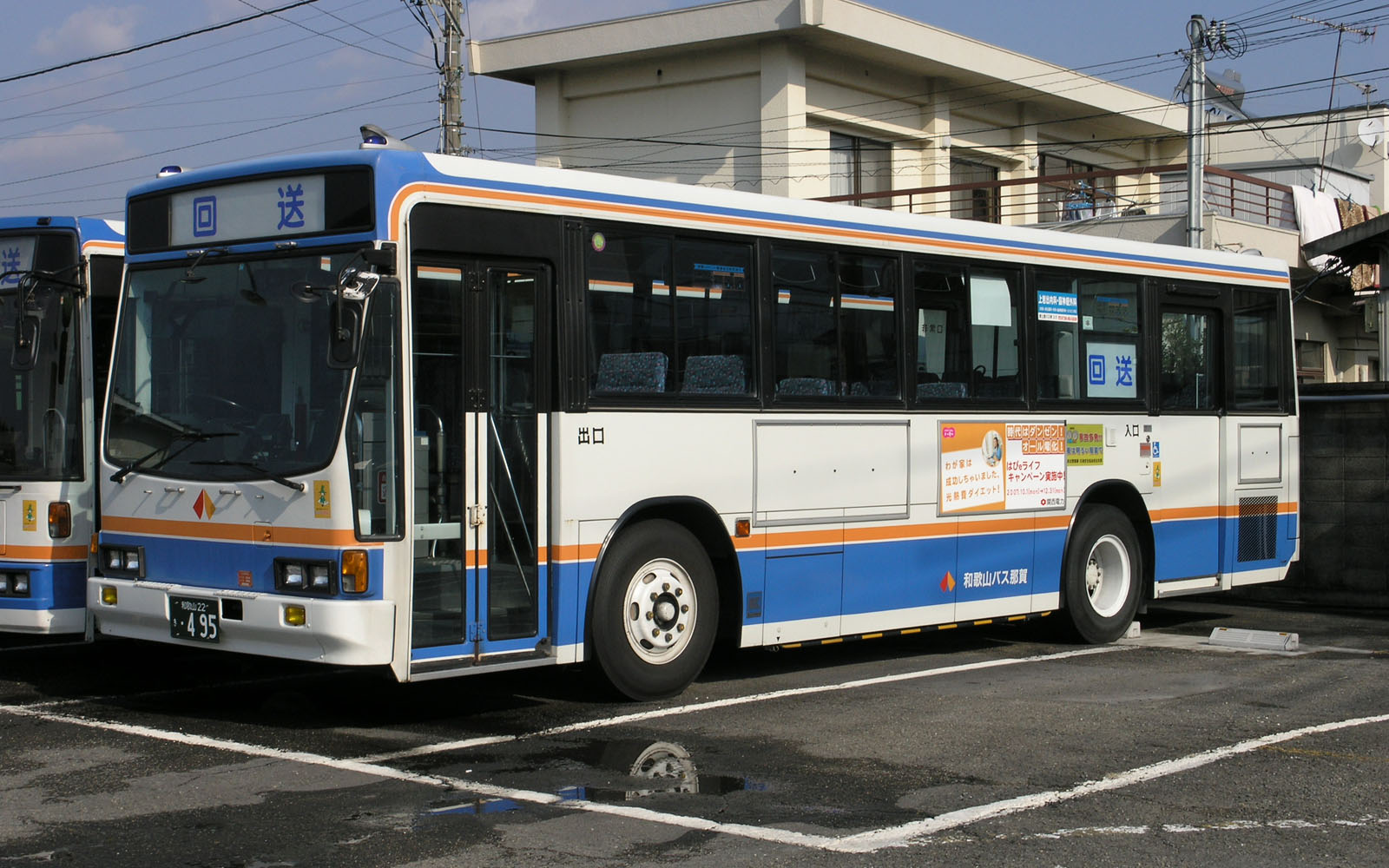
かつて運行されていた大型バス（いすゞ・キュービック）

- 全車両に車内放送、方向幕、運賃表示器を一括制御する端末 (AGS) が導入されており、運転士が運行前に各々の路線番号を入力すると自動的に車内放送・方向幕・運賃表示器が切り替わる。突発的な運用・貸切や訓練運転・異常時運転などに対応できるように方向幕には「和歌山バス那賀」・「団体」・「臨時」・「試運転」・「鉄道代行」・「故障車」の表示がある。

- 近年では、一般路線車に自社発注の新型低床車のほか、近畿圏から各種中古車も入っている。（供給元については#移籍車の供給元を参照）また、岩出市・紀の川市・かつらぎ町のコミュニティバスや、岩出樽井線・粉河熊取線といった大阪府へ越境する路線、閑散路線には、小型バス（日野・リエッセおよび日野・ポンチョ）が用いられる。岩出樽井線、粉河熊取線の2路線については、大阪府内の大阪府生活環境の保全等に関する条例に対応するため車両を更新するなどしている。塗装は和歌山バスと同じデザインの色違いを採用しているが、近年導入された他社の中古車両については、車体のごく一部分個所のみ塗装変更を行い、車内放送・行先表示器・運賃箱・運賃表示器の取換えだけに留まっている。また、2016年に導入された阪急バスの中古車以降、白ベースの新塗装車も登場している。

- 通常の仕業検査や1か月・3か月毎の交番検査と少額修繕は、運転区内に併設されている運用検修センターで行われるが国土交通省が定める全般検査（車検）については、特殊な場合を除きすべて大阪府泉佐野市にある南海車両工業まで回送され検査が行われる。そのため、通常、大阪府内へ乗り入れすることのない車両を見かけることもごく稀にある。大阪府生活環境の保全等に関する条例適用外車両であっても特例で那賀運転区〜南海車両工業間の走行が認められている[要出典]）。

### 移籍車の供給元
- 和歌山バス
- 阪急バス
- 高槻市交通部
- 南海バス
- 阪神バス
- トーヨーふれ愛バス
- 山陽バス
- 大阪シティバス

## 不祥事
運転士個人による横領
2011年1月15日付けの新聞各紙報道によると、那賀運転区に勤務する運転士が2010年8月〜12月頃に数回に亘って運賃を収受する運賃箱を「運賃箱が故障している」と偽り、乗客から直接現金を収受し着服していたことが他の乗客の通報により発覚。当該社員は、懲戒解雇処分となった。
道路運送法の指導監督義務違反（コンプライアンス違反）
2014年6月24日付けの新聞各紙報道によると、国土交通省近畿管区運輸局への取材で、那賀運転区に勤務する運転士数名を休暇を休日出勤させ2週間近くに亘り連続乗務させていたとして、強制捜査を行ったと報道した。この時、在籍する運転士数名を道路運送法の省令で定められている運転適性検査を受講させていなかったことも発覚。当局は和歌山バス那賀に対し、道路運送法指導監督義務違反の容疑で平成24年6月30日〜7月9日までの10日間、路線バス2台分のナンバープレートを差し押さえて、使用停止とする行政処分をした。和歌山バス那賀は報道陣に対し「運転適性検査を受講させずに運行させていたことは、道路運送法の指導監督義務違反と解っているが、要員不足で止むを得なかった。処分内容を反省した上で、世間をお騒がせした事を鑑み今後は、可及的速やかに問題点を上層部と詮議し、改善策を前向きに検討を行う所存である。」とした。

## 発売・案内窓口

### 定期券きっぷうりば案内所
- 紀伊駅前定期券・きっぷうりば（窓口営業時間　9：00〜18：00　年末年始（12/31〜1/3）は休業）
- 発売券種・取扱業務

定期券（通勤・通学）の購入・払戻
バスカードの払戻
- 那賀運転区（窓口営業時間　6：30〜22：00 窓口閉鎖時間 9：20〜10：00、12：00〜13：00、18：00〜19：00）
- 発売券種・取扱業務

定期券（通勤・通学）の購入・払戻
高速バス乗車券（東京線）の購入・払戻
高速バス回数券（関空リムジンバス）の購入・払戻
岩出・紀の川・紀の川地域巡回・かつらぎ各コミュニティバス回数券の購入・払戻
バスカードの払戻

## バスカード
2020年3月31日まで和歌山バス那賀・和歌山バス共通で利用できる降車時の運賃払いで小銭不要のバスカードが発売されていた。
- バスカードは、バス車内、JR和歌山駅、紀伊駅・南海和歌山市駅の和歌山バス定期券うりば、和歌山営業所、海南出張所、那賀営業所にて発売されていた。なお、バス車内は数に限りがあるため、一度に大量購入する場合や全線フリー1日乗車券の小児券は各定期券うりば、各営業所での購入となっていた。

- 普通バスカード・昼間バスカードは小児券の設定されておらず降車時に小児運賃で支払う場合カード読取り器機に入れる前に運転士に申し出て運賃を支払う。（身体障害者本人・介護人又は2人以上で利用する場合も同様）

種類については下記のとおりである。
- 普通バスカード：発売額2,000円（2,200円分利用可）・5,000円（5,500円分利用可）各種
- 昼間バスカード（10時から16時（降車時）の間利用できる）：発売額2,000円（2,200円分利用可）各種
- 全線フリー1日乗車券：発売額1,000円（大人券）・500円（小児券）高速、リムジン、コミュニティバスを除き和歌山バスの路線を含め当日限り1日乗り放題